# Cockfosters F.C.

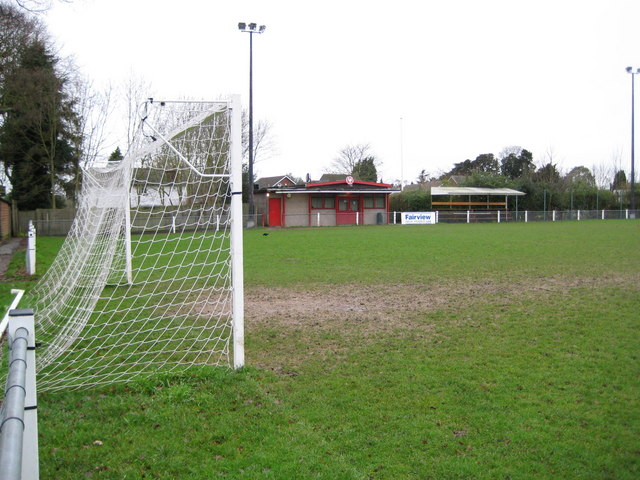
Sân nhà của câu lạc bộ

Cockfosters Football Club là một câu lạc bộ bóng đá Anh tọa lạc ở Cockfosters thuộc London Borough of Enfield.

## Lịch sử
Mùa giải 2007–08 chứng kiến Cockfosters ra mắt tại FA Cup. Họ đánh bại đội bóng đến từ Essex Senior League Southend Manor ở vòng tiền sơ loại trước khi thất bại ở vòng sơ loại trong trận đá lại trước Welwyn Garden City.
Mùa giải 2010–11, Cockfosters vượt qua được vòng sơ loại khi đánh bại Hullbridge Sports với tỷ số 2–1. Sau đó Cockfosters đấu với đội bóng của Isthmian League Division One North là Cheshunt, trận đấu kết thúc với tỷ số hòa 2–2 và Cockfosters thất bại trong trận đấu lại với tỷ số 2–1.
Mùa giải 2012–13, CLB xếp thứ 2 chung cuộc ở Division One của Spartan South Midlands League, và giành quyền thăng hạng Premier Division.

## Sân vận động
Cockfosters chơi trên sân nhà Chalk Lane, Cockfosters, Hertfordshire, EN4 9JG.

## Các danh hiệu

### Danh hiệu Giải đấu
- Spartan South Midlands League Division One :[2]
  - Á quân (2): 2006–07, 2012–13
- Herts Senior County League Premier Division:
  - Vô địch (2): 1980–81, 1983–84
  - Á quân (2): 1982–83, 1984–85
- Herts Senior County League Premier Division:
  - Vô địch (2): 1980–81, 1983–84
  - Á quân (2): 1982–83, 1984–85
- Herts County League Premier Division:
  - Vô địch (1): 1978–79
- Herts County League Division One:
  - Vô địch (1): 1966–67
- Northern Suburban Intermediate League Premier Division:
  - Vô địch (1): 1961–62
  - Á quân (2): 1950–51, 1965–66
- Northern Suburban Intermediate League Division One:
  - Vô địch (2): 1949–50, 1960–61
  - Á quân (1): 1946–47

### Danh hiệu Cup
- London FA Intermediate Cup:[3]
  - Vô địch (2): 1970–71, 1989–90
- Herts FA Intermediate Cup:
  - Vô địch (1): 1978–79
  - Á quân (3): 1971–72, 1972–73, 1973–74
- Herts Senior County League Aubrey Cup:
  - Vô địch (1): 1984–85
- Herts County League Aubrey Cup:
  - Vô địch (1): 1978–79
  - Á quân (1): 1977–78
- South Midlands Floodlight Senior Cup:[4]
  - Vô địch (1): 2007–08
  - Á quân (1): 2012–13